# Ophiozonella sincera
Ophiozonella sincera is een slangster uit de familie Ophiolepididae.
De wetenschappelijke naam van de soort werd in 1906 gepubliceerd door René Koehler.